# Korpássy Béla
Korpássy Béla, születési nevén Korpásy Béla Gyula István, névváltozata: Korpásy (Szeged, 1907. január 12. – Szeged, 1961. november 27.) orvos, kórboncnok, egyetemi tanár, az orvostudományok kandidátusa (1952), doktora (1955).

## Élete
Korpásy Gyula Kálmán (1876–1933) jogtudor, királyi aljárásbíró és Röck Margit (1882–1962) fiaként született. Nagyapja Reök Iván (1855–1923) vízügyi mérnök, királyi főmérnök, a szegedi Reök-palota építtetője, tulajdonosa, földbirtokos.
Középiskolai tanulmányait 1916 és 1924 között a kegyesrendiek vezetése alatt álló Szegedi Városi Római Katolikus Dugonics András Főgimnáziumban végezte. Ezután felvételt nyert a szegedi Ferenc József Tudományegyetem Orvostudományi Karára. 1927-ben féléven át az Innsbrucki Egyetem hallgatója volt. 1929-ben Baló József professzor meghívására kezdte meg patológusi tevékenységét a szegedi Ferenc József Tudományegyetem Kórbonctani és Szövettani Intézetében, ahol előbb díjtalan, majd díjas gyakornokként, később tanársegédként, igen hamar első tanársegédként működött. 
A szegedi egyetemen 1931-ben avatták orvosdoktorrá. 1934-ben a kórbonctan-kórszövettan és kórvegyi vizsgálatok tárgykörből szakképzettséget szerzett. 1936-ban a bécsi Collegium Hungaricum ösztöndíjasaként két félévet a Bécsi Egyetem kórbonctani intézetében töltött, Maresch, majd az éppen kinevezett Chiari professzor mellett. Ugyanebben az évben jelent meg a Baló Józseffel közösen jegyzett Szemölcsök, papillomák és rák (Warzen, Papillome und Krebs) című monographiája, amely elnyerte az id. Johan Béla-jutalomdíjat. 1939-ben a daganatok kórbonctana, kórszövettana és kísérleti kórtana című tárgykörből magántanárrá habilitálták. Az igazságügyi orvosszakértői címet 1940-ben szerezte meg. 
Miután az első bécsi döntést követően Ungvár visszakerült Magyarországhoz, 1939 és 1944 között az Ungvári Állami Kórház kórboncnok-laboratóriumi fõorvosa volt. A felszabadulás után körzeti orvos volt, majd megbízták a Lipótmezei Állami Elme- és Ideggyógyászati Intézet proszektúrájának vezetésével. 1946-ban egész rövid ideig Szombathelyen volt kórboncnok főorvos. 1946–1947-ben a Kórbonctani Intézet megbízott tanszékvezetője, 1947-től haláláig az Intézet tanszékvezetője volt. 1947. március 31-én nyilvános rendkívüli tanári, 1951. szeptember 15-én nyilvános rendes tanári kinevezést nyert. 1951–1952-ben, illetve 1956–1957-ben a Szegedi Orvostudományi Egyetem dékánja volt. 1956 májusában Milánóban, szeptemberében Genfben, majd 1957 májusában Bécsben vett részt nemzetközi neurovegetatív kongresszusokon.
A szegedi belvárosi temetőben nyugszik.

### Családja
Házastársa Hajnal Piroska Erzsébet Róza (1915–1990) volt, Hajnal István ügyvéd, tiszteletbeli főügyész és Pálfy Rózsa lánya, akit 1939. július 29-én Szegeden vett feleségül.
Gyermekei: András, Zsuzsanna és István.

## Kutatási területei
Karcinogenezis és daganatos áttétek keletkezésének mechanizmusa. A csersav cirrhogen és hepatocarcinogen hatásának felfedezése. A neuroendokrin rendszer hisztofiziológiája és patológiája. A hypothalamus neuroszekréciós működése és antidiuretikus mechanizmusa.

## Társasági tagságai
- Magyar Patológusok Társaság vezetőségi tagja
- Magyar Élettani Társaság alapító tag
- Korányi Sándor Társaság alapító tag
- Európai Hematológiai Társaság
- Nemzetközi Neurovegetatív Társaság
- MTA Morfológiai és Onkológiai Főbizottságának tagja (1952–1961)

## Főbb művei
- Warzen, Papillome und Krebs. (Acta Litt. Sei. Reg. Univ. Hung. Francisco-Josephinae, Sect. Med. Bd. VII.) (Baló Józseffel) Leipzig, 1936. Barth. 303 p.
- A csersav által okozott májkárosodásról és annak gyógyászati vonatkozásairól. (Orvosi Hetilap, 1948, 8.)
- Leberschädigungen durch Gerbsäure. (Schweiz Z. Path. 1949)
- Methionin és májlaesio. (Orvosi Hetilap, 1949, 3.)
- A myasthenia gravis és thymus kapcsolatáról. Ormos Jenővel. (Orvosi Hetilap, 1949, 12.)
- Májcirrhosis kísérleti előidézése patkányokban csersav hosszantartó subcután bevitelével. Kovács Kálmánnal. (Orvosi Hetilap, 1949, 17.)
- Hepatomák és cholangiomák előidézése patkányokban csersavoldat hosszantartó subcutan adagolásával. Mosonyi Mártával. (Orvosi Hetilap, 1950, 9.)
- Az emlőrák petefészekáttételei. Jáki Gyulával. (Orvosi Hetilap, 1950, 48.)
- Lymphogranulomatosis (Hodgkin-kór) átmenete reticulosarcomába, szövődményes ureterelzáródással. Török Jánossal. (Orvosi Hetilap, 1951, 6.)
- Adatok a csecsemőkori emésztéses duodenum- és gyomorfekély pathologiájához. Lusztig Gáborral, Traub Alfréddal. (Gyermekgyógyászat, 1953, 10.)
- A csecsemőkori interstitialis pneumonia pathologiája. Tiboldi Tiborral, Török Jánossal. (Orvosi Hetilap, 1953, 35.)
- A nephrosis mint pathologiai fogalom. (Orvosi Hetilap, 1953, 36.)
- A vékonybél argentaffin daganatáról, különös tekintettel az argentaffin sejtek esetleges szerepére az erythropoesisben. Traub Alfréddel. (Orvosi Hetilap, 1953, 49.)
- A macrofollicularis lymphoblastoma (Brill-Symmers-kór) mint más, malignus haemoblastosisba átmenő praeblastomás kórfolyamat. Többekkel. (Orvosi Hetilap, 1954, 19.)
- A kórbonctan alapjai. I-II. 1955. 1957.
- Környezeti tényezők szerepe a rák keletkezésében. (Orvosi Hetilap, 1957, 16.)
- A traumás veseischaemia gyógyszeres befolyásolása. Többekkel. (Orvosi Hetilap, 1956, 19.)
- A központi idegrendszer újonnan felismert functiója a neurosecretio. (Orvosi Hetilap, 1957, 38.)
- A vegetatív idegrendszer működését gátló gyógyszerek hatása a hypothalamus neurosecretiójára fehérpatkányban. Többekkel. (Orvosi Hetilap, 1958, 15.)
- A vázizomzat daganatos áttétei ritkaságának okaira vonatkozó kísérletes vizsgálatok. Szőnyi Ferenccel, Baradnay Gyulával. (Orvosi Hetilap, 1958, 29.)
- Quelques aspects des interrelations endocriniennes materno-foetales = C. R. Soc. Biol. (Paris) 1959.
- Gerbsäure, ein neuer karzinogener StolT. (Abhandlungen der Deutschen Akademie der Wissenschaften zu Berlin. Klasse f. Medizin. 1960)
- A hypothalamus-eredetű endokrinopathiák némely formájáról. (Orvosi Hetilap, 1960, 49.)
- La neurosécretion et le controle hypothalamique de la fonetion adrénocortícotrope de l'adénohypophyse = Ann. Endoer. 1961.
- Études expérimentales sur l'histophysiologie de l'adénohypophyse - Uo. 1961.
- Tannins as hepatic carcinogens = Progr. Exp. Tumor Res. Vol. 2. Basel. 1961. Karger. 245-290. p.

## Díjai, elismerései
- Budapesti Orvosegyesület emlékérme (1936)
- Id. Johan Béla-jutalomdíj (1940)
- Oktatásügy Kiváló Dolgozója (1955)